# Weil am Rhein

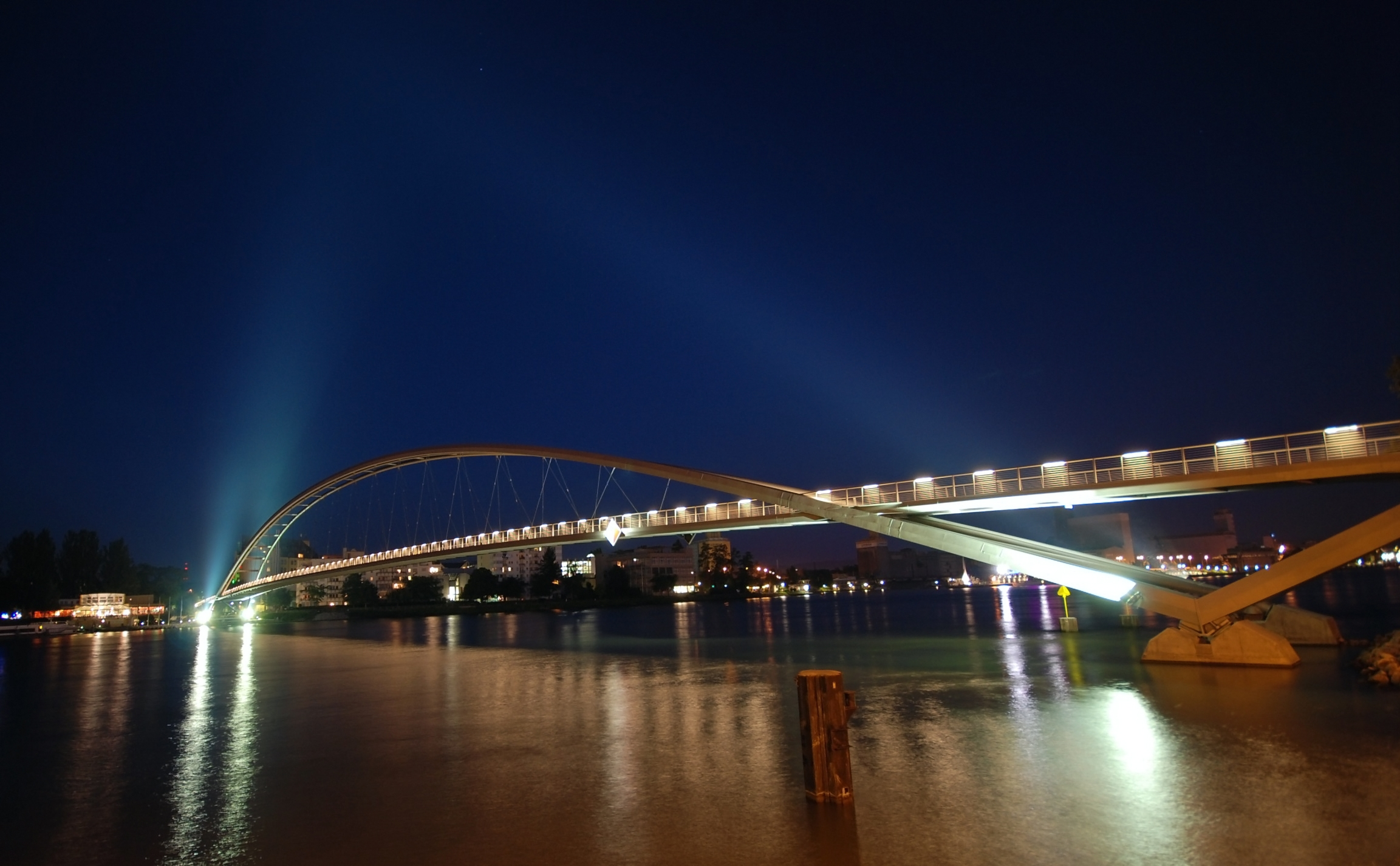
Bron Dreiländerbrücke vid Weil am Rhein.

Weil am Rhein är en stad i Landkreis Lörrach i regionen Schwarzwald-Baar-Heuberg i Regierungsbezirk Freiburg i förbundslandet Baden-Württemberg i Tyskland.  Den är belägen på Rhens östra strand, nära Basel (i Schweiz) vid treriksgränsen mellan Tyskland, Frankrike och Schweiz. Folkmängden uppgår till cirka 31 000 invånare i slutet av 2009, på en yta av 19 kvadratkilometer.